# Albert Crewe

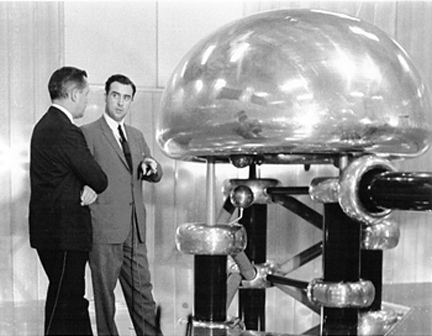
Albert Crewe (rechts) mit dem Cockroft-Walton-Vorbeschleuniger des Zero Gradient Synchrotrons in Argonne

Albert Victor Crewe (* 18. Februar 1927 in Bradford, England; † 18. November 2009 in Chesterton, Indiana) war ein britisch-US-amerikanischer Physiker, bekannt für Beiträge zur Entwicklung des Rasterelektronenmikroskops. Um 1964 erfand er das Rastertransmissionselektronenmikroskop (Scanning Transmission Electron Microscope, STEM) mit Feldemissionskathode, das die breite praktische Anwendung des schon von Manfred von Ardenne 1937 entwickelten STEM ermöglichte.
Crewe studierte mit einem Stipendium an der University of Liverpool mit dem Abschluss 1947 (unter anderem studierte er noch bei James Chadwick) und der Promotion bei Herbert Skinner 1951. Dort war er danach Instructor für Physik und entwickelte eine Strahlauskopplung für Protonen für das Synchro-Zyklotron, der ersten solchen Anlage. 1955 ging er an die University of Chicago, um am dortigen Zyklotron (gebaut unter Leitung von Enrico Fermi und Herbert L. Anderson) eine ähnliche Auskopplung zu installieren und wurde dort Assistant Professor.
1958 ging er an das Argonne National Laboratory, wo er mit der Installation und Entwicklung eines neuen Teilchenbeschleunigers (Zero Gradient Synchrotron, ZGS) beauftragt war, was er in Rekordzeit erledigte. Das ZGS Protonen-Synchrotron war 20 Jahre lang in Operation. Von 1961 bis 1967 war er Direktor des Labors. In dieser Zeit begann sein Interesse für Elektronenmikroskope und er baute 1963 ein verbessertes Rasterelektronenmikroskop. 1964 entwickelte er eine neue stärkere Elektronenquelle für das Mikroskop (Field Emission Electron Gun). Sein Mikroskop (Field Emission Scanning Electron Microscope) hatte zur damaligen Zeit die höchste Auflösung. Hitachi begann um 1970 (beraten von Crewe) mit der kommerziellen Produktion. 1970 gelangen ihm damit Bilder einzelner Atome (vorher nur mit dem Feldelektronenmikroskop von Erwin Wilhelm Müller erreicht)  und 1975 bewegte Bilder einzelner Atome. Es folgten weitere Innovationen wie 1980 eine Korrektur für sphärische Aberration mit Sextupol-Magneten.
1963 wurde er Professor an der Universität Chicago (in deren Fakultät für Physik er ab 1956 war) und 1967 verließ er das Argonne Labor ganz. 1971 bis 1981 war er Dekan der Physik-Fakultät in Chicago. Ab 1977 war er William E. Wrather Distinguished Service Professor. Ab 2002 war er Professor Emeritus.
Crewe hielt 19 Patente und veröffentlichte rund 275 wissenschaftliche Arbeiten. 1977 erhielt er die Albert A. Michelson Medal des Franklin Institute, 1979 den Ernst Abbe Award der New York Microscope Society, die Duddel Medal des Institute of Physics und 1976 den Distinguished Service Award der Electron Microscope Society of America. Er war Mitglied der National Academy of Sciences und der American Academy of Arts and Sciences (beide 1972). Crewe war mehrfacher Ehrendoktor, unter anderem der University of Liverpool.
Crewes Elektronenmikroskop und seine Elektronenquelle führten in Chicago auch zur Entwicklung einer Feldemissions-Ionenquelle und damit einer Scanning Ion Probe und eines Sekundärionen-Massenspektrometers durch Riccardo Levi-Setti.
Er war verheiratet und hatte vier Kinder.